# قتل‌های ساندهام
قتل‌های ساندهام (به سوئدی: Morden i Sandhamn) یک مجموعهٔ تلویزیونی درام سوئدی است که در سال ۲۰۱۰ در هفت فصل منتشر شد.

## گزیدهٔ بازیگران
- الکساندرا راپاپورت
- یاکوب سیدرگرین
- لوتا تجل
- لارس آمبل
- مالین کرپین
- گوستاو هامارشتن
- آنه دال تورپ
- هاریت آندرشون
- آنو سینی‌سالو
- توماس نورستروم
- مارتین والستروم
- سوزی اریکسون
- ماری روبرتسون
- پیتر شیلت
- هپی یانکل
- فلیس یانکل
- هانا آلستروم
- یسیکا لیدبری
- کایسا ارنست
- سسیلیا نیلسون
- آنتون لوندکویست
- والتر اسکاشگورد